# Млинки (селище)
Млинки — селище в Україні, у Гайсинській міській громаді Гайсинського району Вінницької області. Розташоване на обох берегах річки Мачуха (притока Собу) за 4 км на північний захід від міста Гайсин та за 1,5 км від автошляху М30. Населення становить 23 особи (станом на 1 січня 2015 р.).

## Історія
7 (20) листопада 1917 року, відповідно до Третього Універсалу Української Центральної Ради, увійшло до складу Української Народної Республіки.
12 червня 2020 року, відповідно до розпорядження Кабінету Міністрів України № 707-р «Про визначення адміністративних центрів та затвердження територій територіальних громад Вінницької області», селище увійшло до складу Гайсинської міської територіальної громади.
19 липня 2020 року, в результаті адміністративно-територіальної реформи та ліквідації Гайсинського району (1923—2020), селище увійшло до складу новоутвореного Гайсинського району.

## Населення

### Мова
Розподіл населення за рідною мовою за даними перепису 2001 року:
| Мова       | Відсоток |
| ---------- | -------- |
| українська | 91,3%    |
| російська  | 8,7%     |

1. ↑  (IІІ) УНІВЕРСАЛ УКРАЇНСЬКОЇ ЦЕНТРАЛЬНОЇ РАДИ. static.rada.gov.ua. Процитовано 16 липня 2025.
2. ↑  Кабінет Міністрів України — Про визначення адміністративних центрів та затвердження територій територіальних громад Вінницької області. www.kmu.gov.ua (ua) . Архів оригіналу за 4 березня 2021. Процитовано 10 листопада 2021.
3. ↑  Постанова Верховної Ради України від 17 липня 2020 року № 807-IX «Про утворення та ліквідацію районів»
4. ↑  Рідні мови в об'єднаних територіальних громадах України — Український центр суспільних даних